# 萊克尤尼斯鎮區 (明尼蘇達州貝克縣)
萊克尤尼斯鎮區（英語：Lake Eunice Township）是位於美國明尼蘇達州貝克縣的一個行政鎮區。

## 地方資料
萊克尤尼斯鎮區的面積為93.30平方千米，當中陸地面積為77.70平方千米，而水域面積為15.60平方千米。根據2020年美國人口普查的數據，當地共有人口1729人，而人口密度為每平方千米18.53人。